# 吳恩澤
吳恩澤（：／ O Eun-taek，1970年1月24日—），是大韓民國政治人物，第22任釜山廣域市南區區廳長。

## 選舉
2018年第7次全國同時地方選舉，以自由韓國黨候選人身份競選釜山廣域市議會並當選。隨後，2019年12月16日，他辭去競選第21屆國會選舉的職務，並在南區登記為預備候選人，但為了支持國會議員李彥珠而退出預備候選人。
之後在2022年第8次全國同步地方選舉中，以國民力量候選人身份競選釜山南區區區廳長，擊敗現任區廳長、共同民主黨候選人朴宰範當選。